# Övertryck

Vid övertryck (överst) trycks de två tryckfärgerna ovanpå varandra. Resultatet blir en ny färgnyans.
Vid ursparning (nederst) överlappar inte färgerna varandra. Resultatet blir inte en ny färgnyans, men risken för synligt misspass ökar.

Övertryck kallas det att i en tryckmetod trycka en färg ovanpå en annan, för att undvika eventuellt synligt misspass som lätt kan uppstå då ursparning används. Oftast används övertryck då små eller tunna detaljer skall tryckas, som exempelvis text.
Eftersom tryckfärgerna inte är helt ogenomskinliga, kan det uppstå en viss nyansskillnad då de två färgerna trycks ovanpå varandra.